# Enrique Inostroza
Enrique Inostroza, född 10 juli 1921, är en friidrottare från Chile. Han deltog vid olympiska sommarspelen 1948.